# Armstrong Whitworth
«А́рмстронг Уи́туорт» (англ. Sir W G Armstrong Whitworth & Co Ltd) — крупнейшая английская промышленная фирма середины XIX — начала XX века, занимавшаяся производством вооружений, постройкой судов, производством автомобилей и самолётов.

## История
История компании началась, когда инженер Уильям Армстронг в 1847 году основал фирму по производству гидравлических механизмов. С 1856 года Армстронг занялся производством артиллерии, притом своего, нового типа (нарезных, заряжающихся с казённой части пушек).
В 1882 году компания объединилась с судостроительной фирмой Чарльза Митчелла и была названа Sir WG Armstrong Mitchell & Company. Только до 1907 года на заводе было построено 71 военное судно, в том числе многие крейсера японского флота, участвовавшие в русско-японской войне.
Для России на верфях Армстронга были построены паровой ледокол «Саратовский ледокол» (в 1894 г.), ледокол «Ермак» и паром-ледокол «Байкал». Спущенный на воду 29 октября 1898 года первый в мире ледокол арктического класса, получивший имя легендарного русского покорителя Сибири Ермака Тимофеевича, создавался при активном участии Д. И. Менделеева и адмирала С. О. Макарова, которые причастны были и к его разработке (в том числе — с испытаниями в созданном ими же Санкт-Петербургском опытовом бассейне), а в дальнейшем — входили в состав комиссии, курировавшей постройку ледокола.
В 1895 году произошло слияние компании с артиллерийской фирмой Уитворта, давнего конкурента Армстронга (сам Уитворт к тому времени уже умер) и объединённая компания получила название Sir W G Armstrong Whitworth & Co Ltd.
В 1902 году были произведены первые автомобили, а в 1912 году — создано «воздушное отделение», в 1920 году ставшее филиалом Armstrong Whitworth Aircraft.
В 1927 году произошло разделение бизнеса. Оружейный бизнес и верфь в пригороде города Ньюкасл-апон-Тайн на реке Тайн были куплены компанией Vickers Limited, сменившей название на Vickers-Armstrongs. Авиационное и автомобильное производство образовали отдельные компании.

## Судостроение
Судостроение было основным видом деятельности компании. Компания стала знаменита своими бронепалубными и броненосными крейсерами, т.н. элсвикскими крейсерами. Термин произошёл от названия верфи «Элсвик шипбилдинг» (англ. Elswick Ship Building Yard), располагавшейся в Элсвике — районе города Ньюкасл-апон-Тайн.
В течение 28 лет, с начала 1880-х годов XIX века, компания построила 51 крейсер для флотов 12 стран: Италии, Испании, Португалии, Турции, Румынии, США, Бразилии, Аргентины, Чили, Перу, Китая и Японии. Крейсера отличались высокими боевыми качествами при умеренном водоизмещении и относительно невысокой цене, на них широко применялись новейшие технические достижения. Проекты крейсеров создавались известными британскими кораблестроителями, среди которых выделялись Джордж Рендел, Уильям Уайт, Филип Уоттс. Деятельность компании позволила создать современный военно-морской флот целому ряду третьестепенных морских держав, её продукцию покупали также и великие морские державы. Тем не менее, британский флот отказывался от крейсеров «Армстронга», утверждая, что они не соответствуют стандартам Королевского флота.
Также в период между 1885 и 1918 годом компания строила корабли для Королевского флота.
Компания также строила гражданские суда, среди которых паромы-ледоколы «Байкал» (1897 год) и «Ангара» (1900), действовавшие на озере Байкал в 1899—1918 годах.
В 1898 году компания построила для России ледокол «Ермак» — первый в мире ледокол арктического класса.

## Автомобили
В 1902-1904 году компания выпускала автомобиль Armstrong.
В 1919 году компанией было основано подразделение Armstrong Siddeley Motors Ltd на основе приобретенной в этом году британской автомобильной компании Siddeley-Deasy Motorcar Company Limited.
Начиная с первой модели Thirty, выпущенной в 1919 году, и заканчивая моделью Star Sapphire, выпускавшейся с 1958 по 1960 год, компанией Armstrong Siddeley было выпущено более 87000 автомобилей.
Armstrong Siddeley просуществовала до 1960 года, когда, после объединения с Bristol Aeroplane Company, была преобразована в Bristol Siddeley Engines Ltd (BSEL), при этом автомобильное производство было прекращено.

## Авиация
Armstrong Whitworth в 1912 году основало «воздушное отделение», которое позднее стало компанией Sir W. G. Armstrong Whitworth Aircraft Company. При слиянии Vickers и Armstrong Whitworth в 1927 году, Armstrong Whitworth Aircraft была выкуплена J. D. Siddeley и стала отдельным самостоятельным предприятием.

## Продукция компании

### Артиллерия

схема работы 15"/42 Mark I

- 16,25" морская пушка Mk 1 (1886) (до слияния с «Уитворт»)
- 12" морское орудие Mark VIII (1895)
- 12" морское орудие Mark IX (1900)
- 12" морское орудие Mark XI (1910)
- 13,5" морское орудие Mark V (1910)
- 15" морское орудие Mk I (1912)

### Ракетное оружие
- ЗРК морского базирования Sea Slug